# 有福温泉
有福温泉（ありふくおんせん）は、島根県江津市（旧国石見国）有福温泉町にある温泉。本項では大字である有福温泉町についても記載する。

## 泉質
- 単純温泉
  - 源泉温度30 - 50℃
  - 無色透明の源泉

皮膚病やリウマチなどに効果があるとされ、美人の湯として知られていてる。

## 温泉街
山峡の斜面に雛壇の如く旅館や民家が建ち並び、石段が入り組んでいるその景観が伊香保温泉を彷彿とさせることからから「山陰の伊香保」や「石見伊香保」の異名を取る。美しい景観である一方、急傾斜地の崩壊や土石流の恐れがあるとして島根県によって土砂災害特別警戒区域に指定されている。
現在では御前湯、やよい湯、さつき湯の3軒の共同浴場が存在する。中でも1928年（昭和3年）に作られた、タイル張りの外観の御前湯が有名である。かつては旧湯や桜湯、女夫風呂という共同浴場も存在した。

## 歴史
開湯は651年（白雉2年）頃で、天竺より入朝した法道という僧侶によって発見されたとされる。霊湯山福泉寺が建立された建武年間以降は寺院が慈善的に無賃にて人々を宿泊させていた。なお、建武年間以前に温泉がなかったと断言する資料はないものの、それ以前は無料寿仏を安置した小堂であったとされ、起源は建武年間の霊湯山福泉寺が建立された頃であろうとする説も存在する。
永禄年間に福屋隆兼が毛利氏に敗北するまでは有福の地は福屋氏の根拠地であった。福屋氏滅亡後は毛利氏の支配下にはいり、吉川元春が支配する地域となった。1580年（天正8年）吉川元春が福泉寺の相続を巡った紛争の仲裁を行った際の寺領安堵状が福泉寺文書として残っている。
元和の頃に盛んに湧出し、諸病に効果があることが知れ渡ったことで浴客が増え、次の寛永の頃には福泉寺を再興したが、徐々に遊山保養の浴客が増えた。そのため慶安中に福泉寺は俗界となった湯谷を離れ有福集落に移転した。これ以降有福温泉において宿屋が建てられるようになった。なお、福泉寺においては慶安年間に山が崩れて温泉が溢れて往来困難のため本尊を善徳寺に移したとする説も存在する。
宝暦の頃になると温泉は湯元河野氏の管理となり、このころより営利的に営業されることとなった。1813年（天正10年）に当地を訪れた飯田篤老によると、当時の御前湯は平民が入ることは許されていなかったという。
1889年（明治22年）に当時の村長らが村債を興して河野家から温泉を買い入れ、有福村営となる。
大正の頃には16軒の旅館があり、そのいずれも内湯を有していなかった。当時の有福温泉は農村の人を華客としていたため土産物店が極めて少なく、3軒の飴屋と2軒の玩具屋のみであった。
1950年代までは内湯を持たない小規模な旅館のみが立ち並んでいた当地であったが、徐々に近代的なホテルが建つようになり、1970年頃には半数の旅館が内湯を持つようになった。広島からのアクセスの良さから広島の団塊の世代は一度は行ったことがあろうと言われるほどの温泉地へと成長し、1960年から1970年代には年間30万人を集客している。1967年（昭和42年）6月には被爆者の保養施設である原爆被爆者有福温泉療養研究所が開設されている。
療養者向きの湯治場としての側面がある一方で他の温泉と同様に有福温泉においても花街が形成されており、古くから温泉芸妓がいたほかヌードスタジオやトルコ風呂も存在した。
その後、観光客の減少やニーズの変化などにより1990年代になると10万人にまで旅行客が減少。状況を打開すべく2008年（平成20年）頃より「旅館樋口」「小川屋旅館」「三階旅館」の3旅館の経営者が中心となり共同事業として衰退しつつある温泉街の再建に取り組んだ。1億7千万の再建計画を作成しカフェや貸切風呂、有福神楽の神楽殿の新設などの整備を行ったほか、大学生のインターンシップの実施や「旅館ぬしや」を加えた有福温泉の旅館4軒の空室を一括検索できる共同ウェブサイトの構築も行った。これによって若い女性とカップルが増え、中高年の利用が多かった有福温泉の客層は劇的な変化を遂げ、減少を続けていた入り込み客数も年間6万5千人で下げ止まった。
しかし、2010年（平成22年）8月8日には旅館3棟と民家1棟が全焼する火災が発生した。更に2013年（平成25年）には記録的豪雨や原爆被爆者有福温泉療養研究所の閉鎖などが相次いだ。2017年（平成29年）には温泉街再生への取り組みの中心を担っていた「旅館樋口」「小川屋旅館」が廃業し、共同事業の運営をしていた有福振興が倒産したことによりカフェも閉店した。2010年まで約2万人いた観光客は2017年以降1万人を割った。
その後2019年に「わたずや旅館」が廃業し、有福温泉の旅館は「よしだや」「三階旅館」「旅館ぬしや」の3軒のみとなった。地元自治会の平均年齢も約67.5歳となり担い手不足も深刻の問題となっていた。
2021年に市の再生計画が官公庁補助事業に採択され、官民一体となった再生事業が始動した。官公庁の補助金などで廃業した旅館3棟をゲストハウスや露天風呂付旅館、カフェに改装し、共同だったトイレを部屋専用にするなど既存の旅館の修復にも取り組んだ。その後もペットと泊まれる宿やガレージ付き宿などがオープンしている。

## ゆかりの人物

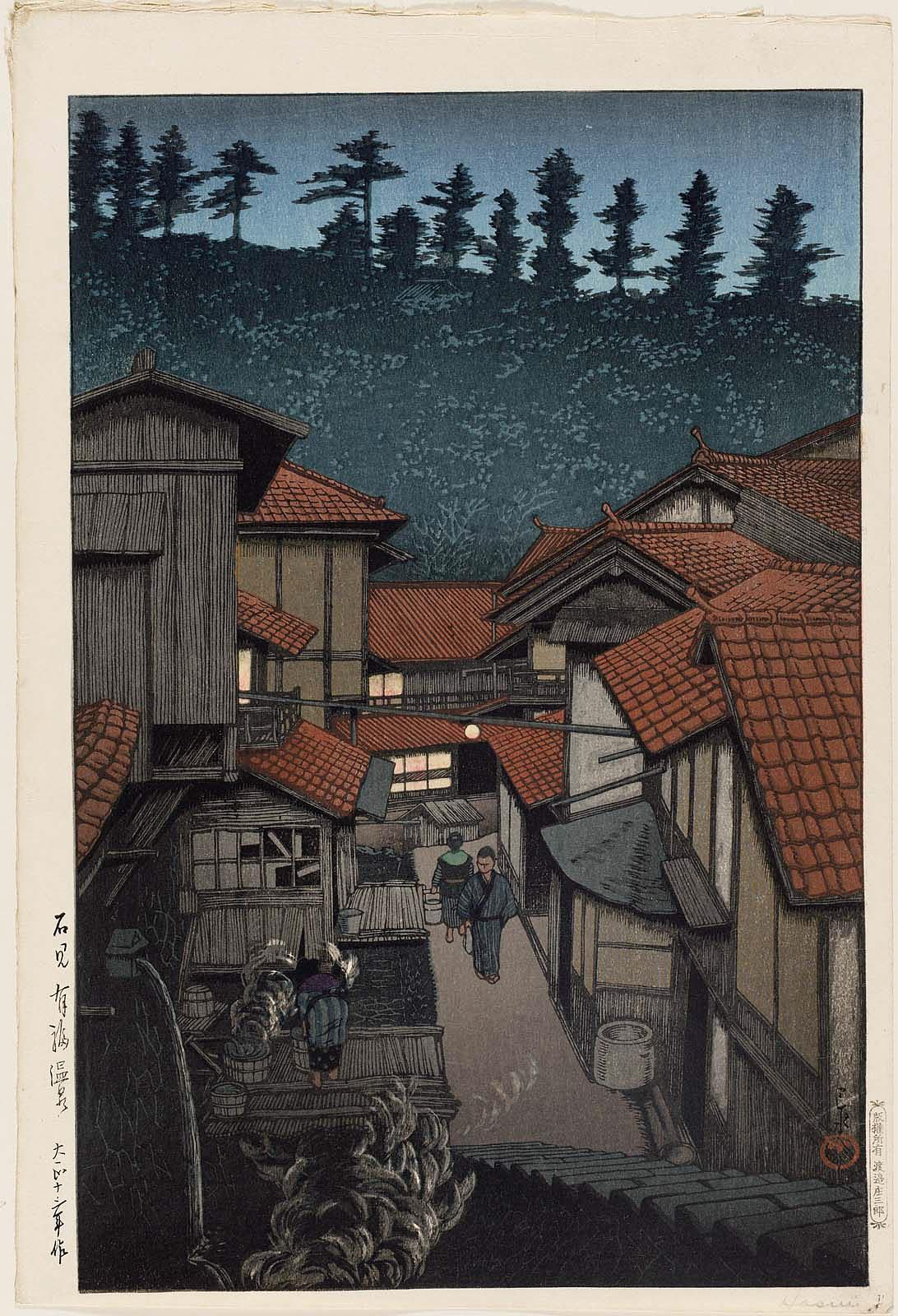
川瀬巴水「旅みやげ第三集」より『石見 有福温泉』

- 柿本人麻呂 - 700年代のはじめに石見国の国司として赴任した柿本人麻呂が入湯したであろうと言われている[36][37]。
- 飯田篤老 - 1813年（文化10年）、温泉津温泉にて37日間の湯治をした帰路、4月3日から5日にかけて有福温泉に立ち寄り、御前湯に入浴した[14]。
- 小田玄蛙 - 1823年（文政6年）に高津柿本神社に参拝した際に当地に立ち寄っている[14]。
- 頼杏坪・頼山陽 - 1796年（寛政8年）10月26日から11月12日の間、有福温泉にて2週間の湯治をした[8][13][19]。
- 有福の善太郎 - 下有福に住んでいた江戸時代の妙好人[38][39]。彼の草餅説法の逸話にちなんで有福温泉では「善太郎餅」が販売され、名物として知られている[40][41]。
- 木下利玄 - 1916年（大正5年）12月に旅行で妻とともに有福温泉に10日ほど滞在した[42][43]。
- 川瀬巴水 - 1924年（大正13年）に有福温泉を題材にした木版画を制作している[44]。
- 織田一磨 - 1925年（大正14年）に雪景色の有福温泉を題材にした木版画を制作している[45]。
- 斎藤与里 - 有福温泉で描いたスケッチなどが残されている[44]。
- 斎藤茂吉 - 柿本人麻呂の考証でたびたびここを訪れており[46]、1934年（昭和9年）7月末に有福温泉に泊まった際に歌集「白桃」に収録された2歌を詠んでいる[14]。
- 富安風生 - 1942年（昭和17年）10月の文学報国会の公演の帰りに有福温泉に招かれて一泊し、川平より舟下りをした[14]。
- 京極杞陽 - 1949年（昭和24年）3月に有福温泉を訪れている[14]。

## 周辺
- 上有福のイチョウ - 市指定天然記念物[14]
- 有福温泉・湯の町神楽殿
- 本明城跡 - 市指定史跡[14]
- 有福大仏[47]

## 大字としての有福温泉町
有福温泉町（ありふくおんせんちょう）は島根県江津市にある大字。郵便番号は695-0156。

### 地理
江津市と浜田市の中間の山間部に位置しており、有福温泉町本明、跡市町、千田町、浜田市下有福町、大金町、金城町入野に隣接する。

### 人口
2024年時点での人口は300人である。

### 小・中学校の学区
市立小・中学校に通う場合、学区は以下の通りとなる。
|      | 小学校             | 中学校             |
| ---- | ------------------ | ------------------ |
| 全域 | 江津市立川波小学校 | 江津市立青陵中学校 |

## 交通

### バス
- JR山陰本線江津駅より江津市生活バス江津有福線で35分、有福温泉下車[51]。
- JR山陰本線浜田駅より浜田市営バス浜田路線有福線で33分から35分、有福温泉下車[52]。

かつては都野津駅からもバスが出ていた他、波子駅と川戸駅を結ぶ国鉄バス川本線も有福温泉を経由していた。また、広島からの直通のバスも運行されていた。

### 道路
- 島根県道50号田所国府線
- 島根県道300号跡市波子停車場線

山間部にあるために過去の災害時には孤立し、陸の孤島となったことがある。特に旧旭町方面の島根県道50号田所国府線は有福温泉の公式ポータルサイトにおいて「大変危険ですのでご利用はお控えください」との案内がされている。